# Annexion de l'État de Hyderabad par l'Inde
Opération Polo
L'annexion de l'État de Hyderabad par l'Inde, menée sous le nom de code d'opération Polo et présentée comme une « opération de police », est une invasion qui s'est déroulée en septembre 1948 et fut menée par l'armée indienne. Cette opération aboutit à l'annexion de l'État de Hyderabad par le Dominion de l'Inde.

## Contexte
L'État de Hyderabad fut fondé en 1586 par Muhammad Qulî Qutb Shâh, le cinquième sultan de la dynastie des Qutb Shahi (en) du sultanat de Golconde. Conquis en 1686 par l'empereur moghol Aurangzeb, puis indépendant à la faveur de l'affaiblissement de l'empire moghol à partir de 1724, il devient en 1798 l'un des États princiers de l'Inde les plus importants et les plus riches du Raj britannique.
Au moment de l'indépendance de l'Inde, proclamée le 15 août 1947 avec l'Indian Independence Act de 1947 qui annonce la partition des Indes, les Britanniques abandonnent toutes les alliances passées avec les États princiers. La plupart de ces États accepteront de rejoindre l'Inde ou le Pakistan. 
Une exception majeure a été celle de l'État princier le plus riche, le plus grand et le plus puissant, possédant sa propre monnaie et sa propre armée, l'Hyderabad, où le Nizam, Osman Ali Khan, Asif Jah VII, dirigeant musulman qui présidait une population largement hindoue, a choisi l'indépendance. Pour la préserver, il formera une armée irrégulière recrutée depuis l'aristocratie musulmane, connue sous le nom de Razakars.
De son côté, soucieux d'éviter ce qu'il appelait une balkanisation de l'ancien Raj, le gouvernement indien de Jawaharlal Nehru était déterminé à opérer l'intégration de l’État de Hyderabad dans la nouvelle Union indienne.

## Histoire
Le Nizam a également été assailli par le soulèvement de Telangana, qu'il était incapable de réprimer.
Du fait des atrocités commises par les Razakars, le ministre indien Sardar Patel décida d'annexer Hyderabad dans ce qui a été appelé une « action de police ».
L'opération elle-même a pris cinq jours, pendant lesquels les Razakars et l'armée de Hyderabad ont été rapidement défaits.
L'opération a conduit à une violence massive. Le Premier ministre indien Jawaharlal Nehru a nommé une commission connue sous le nom de Comité Sunderlal. Son rapport, qui n'a été publié qu'en 2013, a conclu que « d'après une estimation prudente, 27 000  à   40 000 personnes avaient perdu la vie pendant et après l'action policière ». D'autres chercheurs[Qui ?] ont émis le chiffre d'au moins 200 000 morts.

### Montée des tensions
Le Quazim Ravi arma des milices, les Razakars, et offrit un soutien moral au Pakistan. Les négociations eurent lieu entre l'Inde et la principauté, mais des massacres d'Hindous eurent lieu. Le Premier ministre Patel ne pouvait accepter cet État hostile au centre de son territoire et décida d'envoyer les Forces armées indiennes. Les forces de Hyderabad furent défaites en cinq jours. L'opération est suivie par l'installation d'une administration indienne le 19 septembre 1948. Le 26 janvier 1956, l'État de Hyderâbâd est dissous et découpé en deux d'après les frontières linguistiques.

### Sources primaires
- (en) « The Hyderabad Police Action », Official Indian Army Web Portal,‎ 13 septembre 2014 (lire en ligne)